# 25093 Андміхайлов
25093 Андміхайлов (1998 RO45, 1997 EH54, 25093 Andmikhaylov) — астероїд головного поясу, відкритий 14 вересня 1998 року.
Тіссеранів параметр щодо Юпітера — 3,536.